# Subsecretaría de Economía, Industria y Competitividad
La Subsecretaría de Economía, Industria y Competitividad fue la Subsecretaría que se creó a raíz de la fusión de los ministerios de Economía y de Industria, dando lugar al Ministerio de Economía, Industria y Competitividad. Estuvo activa entre noviembre de 2016 y junio de 2018. Su único titular fue Alfredo González-Panizo Tamargo.

## Estructura
De la Subsecretaría dependían los siguientes órganos directivos:
- Secretaría General Técnica de la Subsecretaría.
- Subdirección General de Recursos Humanos.
- Oficialía Mayor.
- Subdirección General de Administración Financiera e Inspección de Servicios.
- Subdirección General de Tecnologías de la Información y las Comunicaciones.
- Oficina Presupuestaria.
- Gabinete Técnico de la Subsecretaría.

### Organismos adscritos
- La Abogacía del Estado en el departamento.
- La Intervención Delegada de la Intervención General de la Administración del Estado en el Ministerio.
- Una Junta Asesora Permanente del Ministerio.
- El Instituto de Contabilidad y Auditoría de Cuentas.
- Inspección General del Ministerio de Hacienda y Función Pública.